# Marcgravia purpurea
Marcgravia purpurea är en tvåhjärtbladig växtart som beskrevs av I.W. Bailey. Marcgravia purpurea ingår i släktet Marcgravia och familjen Marcgraviaceae. Inga underarter finns listade i Catalogue of Life.